# Caspar van Dijk

## Caspar van Dijk
Caspar van Dijk (8 april 1996) is een Nederlands hockeyer die uitkomt voor Amsterdam.
Van Dijk speelde in de jeugd bij Oranje Zwart. Na de A1 vertrok hij voor één seizoen naar HC Tilburg om ervaring op te doen in de hoofdklasse. In 2015 werd hij met het Nederlands Elftal Wereldkampioen zaalhockey. Die zomer keert hij terug naar Oranje Zwart, waarmee hij dat seizoen direct landskampioen. Vanaf 1 juli 2016 ging Oranje Zwart samen met EMHC en fuseerde tot de nieuwe club Oranje-Rood.  
In 2017 gaat van Dijk met het Nederlands Elftal U21 naar het Europees kampioenschap in Valencia. Daar worden zij Europees Kampioen. Daarna vertrekt hij na 14 seizoenen bij Oranje-Rood en sluit hij aan bij AH&BC. Daar wordt hij met Heren 1, na een spannende finale in de play-offs tegen het Utrechtse HC Kampong, tweede in de  Hoofdklasse.

## Erelijst

### Clubs: Oranje Zwart
| Jaar | Competitie                       | Resultaat     |
| ---- | -------------------------------- | ------------- |
| 2016 | Hoofdklasse hockey heren 2015/16 | Landskampioen |

### Clubs: Oranje Rood
| Jaar | Competitie         | Resultaat |
| ---- | ------------------ | --------- |
| 2017 | Euro Hockey League | Finalist  |

### Clubs: AH&BC
| Jaar | Competitie                         | Resultaat     |
| ---- | ---------------------------------- | ------------- |
| 2018 | Hoofdklasse zaalhockey (2017/2018) | Landskampioen |

### Nationale ploeg
| Jaar | Toernooi                  | Plaats             | Resultaat |
| ---- | ------------------------- | ------------------ | --------- |
| 2015 | Wereldkampioen zaalhockey | Leipzig, Duitsland | Goud      |

| Jaar | Toernooi              | Plaats           | Resultaat |
| ---- | --------------------- | ---------------- | --------- |
| 2017 | Europees Kampioen U21 | Valencia, Spanje | Goud      |